# Palparellus festivus
Palparellus festivus is een insect uit de familie van de mierenleeuwen (Myrmeleontidae), die tot de orde netvleugeligen (Neuroptera) behoort. 
Palparellus festivus is voor het eerst wetenschappelijk beschreven door Gerstäcker in 1894.